# Mira malo
Mira malo (in russo Мира мало?) è un singolo della cantante ucraina Loboda, pubblicato il 29 novembre 2019 su etichetta discografica Sony Music.

## Video musicale
Il video musicale, diretto da Alan Badojev, è stato reso disponibile il 30 dicembre 2019.

## Tracce
Testi e musiche di Artem Pyvovarov e Artem Ivanov.
Download digitale
1. Mira malo – 3:40

## Classifiche

### Classifiche settimanali
| Classifica (2020) | Posizione massima |
| ----------------- | ----------------- |
| Russia            | 22                |
| Ucraina           | 19                |

### Classifiche di fine anno
| Classifica (2020) | Posizione |
| ----------------- | --------- |
| Russia            | 83        |
| Ucraina           | 178       |